# Моиш II Акош
Моиш (Мойс) II Акош (венг. Ákos nembeli (II.) Mojs; ? — 1320) — крупный венгерский магнат, главный виночерпий (1313—1314). Один из самых ярых врагов венгерского короля Карла I на последнем этапе эпохи «феодальной анархии».

## Семейные дела и имущество
Его имя произошло от латинского варианта (Moyses) библейского имени Моисей. Он родился в так называемой эрнейской ветви рода Акош. Старший сын
Моиша I, который служил графом секеев, а затем главой казначейства при дворе королевы. У него было два брата: брат Эллош (Ахилл), который поддерживал его усилия во время объединительной войны короля Карла Роберта, и сестра, которая вышла замуж за Андраша Шарпатаки . Венгерский историк Аттила Жолдос утверждал, что Шарпатаки идентичен с тем Андреем, сыном Ипоха из рода Богатрадвани, чьи землевладения в графствах Добока, Колож и Торда были конфискованы и подарены Томашу Сечени Карлом I за его «предательство», поскольку он был приверженцем покойного воеводы Трансильвании Ладислава Кана и его семьи. Жолдос считал, что поместье Шарпатаки (сегодня в коммуне Альбешти в Румынии) способствовало увеличению влияния братьев Моиша и Эллоша.
От своего отца Моиша I братья совместно унаследовали поместья Буза, Носоли и Лак в графстве Добока (сегодня Буза, Нэсал и Лаку в Румынии), а также Будателке в графстве Колож (сегодня Будешти, Румыния). В августе 1318 года Карл Роберт номинально конфисковал эти земли. Захваченная королем в 1322 году земли Моиша была передана верному королевскому военачальнику Дожи Дебрецени в качестве королевского вознаграждения. До своего предательства Моиш II также владел Петресфальвой (сегодня Петрошница в коммуне Букошница, Румыния).
Моиш впервые появился в исторических документах, когда он выступал в качестве арбитра во время судебного процесса в Дьюлафехерваре (сегодня Алба-Юлия, Румыния) 7 марта 1313 года. Еще до 1313 года Моиш женился на дочери могущественного барона Якаба Борши. Таким образом, он стал родственником клана Борша, который управлял областью Тисантула де-факто независимо от королевской власти на рубеже 13-14 веков. Якаб Борша поддерживал Карла Роберта в его войне за престолонаследие за венгерский престол и занимал должность палатина в 1306—1314 годах. Благодаря политическому влиянию своего тестя, Моиш Акош исполнял функции главного виночерпия между приблизительно 1313 и 1314 годами . В то же время, документ также называл его ишпан королевского поместья Бистриц (сегодня Бистрица, Румыния).

## Его восстание
В 1314 году Якаб Борша и его родственники подняли восстание против короля Венгрии Карла Роберта. В декабре их войска впервые столкнулись с королевской армией. Вскоре Борши, которые потерпели тяжелое поражение в северо-восточных районах своей провинции в Тисантуле, заключили перемирие с королем (например, в июле 1315 года Беке Борша стал главой казначейства). Моиш не участвовал в первом восстании своего тестя против Карла. В начале 1315 года могущественный воевода Трансильвании Ладислав Кан скончался, но его сыновья отказались подчиниться королю Карлу. Король назначил новым воеводой Трансильвании Миклоша Пока, поручив ему подавить их восстание летом 1315 года. В 1315 или 1316 году королевская армия под командованием Миклоша Пока была разбита и изгнана из Трансильвании Моишем Акошем, согласно королевской хартии, изданной в августе 1318 года. После своей победы Моиш Акош получил много добычи и отправил захваченные королевские знамёна своему тестю Якабу Борше.
Из-за неопределенной хронологии существует несколько противоречивых интерпретаций среди венгерских историков, чтобы очертить ход событий. Историк Пал Энгель, который впервые попытался восстановить порядок событий в своем исследовании 1988 года, утверждал, что мир между королем Карлом и кланом Борша рухнул к первой половине 1316 года. В то же время Беке Борша был заменен на посту главы казначейства давним сторонником короля Деметриусом Некчеи. Соответственно, Якаб Борша заключил союз против Карла с сыновьями Ладислава Кана и другими магнатами, включая Моиша Акоша, Гуткеледов из Силадьшага и Петера, сына Петенье. Они также предложили венгерскую корону князю Андрею Галицкому. Пал Энгель, связавший их заговор с кампанией сербского короля Стефана Милютина против Венгрии, утверждал, что они начали восстание примерно в конце 1316 года. В результате этого Моиш Акош одержал победу над Миклошем Поком и изгнал его из Трансильвании. Напротив, историк Дьюла Кристо в своей публикации 2003 года утверждал, что битва между Моишем Акошем и Миклошем Поком произошла в конце 1315 года. Он подчеркнул, что последний раз Миклош Пок фигурировал в качестве воеводы в исторических актах в апреле 1316 года. Соответственно, Миклош Пок, который готовил войну против сыновей Владислава Кана, прибыл через ворота Мец (сегодня в горах Месеш) из Липпы (сегодня Липова, Румыния) в Трансильванию из-за внезапного восстания Моиша, которое прервало военную кампанию против сыновей Ласло Кана, как считал Кристо. Историк Аттила Барани поддержал теорию Кристо, а отмеченное назначение Беке Борши на пост главы казначейства в середине 1315 года могло означать, что он оставался верен Карлу Роберту даже после 1314 года, в то время как его брат Якаб Борша и племянник Бекч восстали против королевской власти, таким образом, это не доказывало предполагаемого мира между кланом Борша и Карлом на протяжении всего 1315 года . Однако историк Аттила Жолдос, который также изучил содержание уставов Миклоша Пока, в дополнение к датам и местам, оспорил интерпретацию Кристо в 2016 году. Он утверждал, что если бы, как считал Кристо, Миклош Пок прибыл готовить войну в Трансильванию сразу же после своего назначения, то он не занимался бы столь незначительными имущественными делами, как он это делал. Жолдос утверждал, что горы Месеш были выбраны как более безопасный маршрут, чем недавно оккупированная территория клана Кан. Таким образом, Жолдос поддержал хронологию Энгеля и датировал восстание Моиша Акоша осенью или зимой 1316 года.
Карл Роберт немедленно отреагировал на неблагоприятное развитие событий и начал многоплановую войну против Якаба Борши и его союзников в начале 1317 года. В последующие месяцы его военачальники захватили несколько замков Петера, сына Петенье, в графстве Земплен, который после этого искал убежища при дворе Моиша Акоша. После неудачи Миклоша Пока король назначил Яноша Фонои своим наместником в Трансильвании и послал его в провинцию, чтобы подавить мятеж Моиша Акоша. Однако Моиш ненадолго покинул Трансильванию и присоединился к армии своего тестя Якаба Борши в Тисантуле. Войска Карла, находившиеся под командованием бывшего фамильяра клана Борша, Дожу Дебрецена, разгромили объединенные войска мятежников в Дебрецене в первой половине 1317 года (Жолдос предоставил точную дату — 10 февраля, в то время как другие мнения считали, что битва состоялась в 1316 году). После поражения Якаб Борша укрепился в замке Адорьян (сегодня руины близ Сэларда, Румыния), в то время как Моиш Акош вернулся в Трансильванию. В последующие месяцы Карл Роберт разорил владения клана Борша, оставив Моиша без союзников. Многие крепости восставших пали перед королевскими войсками в графствах Бихар, Сольнок, Боршод и Колож. Якаб Борша уехал из Адорьяна в замок Соломко (ныне Алешд, Румыния), где Карл построил два соседних контр-замка, чтобы голодом вынудить Якаба Боршу сдаться.
В королевской хартии от 1324 года упоминалось, что вернувшиеся отряды Моиша Акоша впервые столкнулись с армией Яноша Фонои около замка Чичо (рум. Cetatea Ciceu) в графстве Сольнок, а затем в неопознанной деревне Гьялу или Геке в графстве Колож (сегодня Gilău и Geaca соответственно). В двух битвах выиграл Моиш Акош, в результате чего Янош Фонои вынужден был отступить . После этого Моиш Акош собрал свою армию и успешно осадил замок Валко, захватив и пытая его кастеляна Кенеза Гешти. Благодаря успешным действиям Моиш Акош приобрел большую часть земельных владений в графстве Кражна. После этого он покинул Трансильванию, чтобы оказать помощь Якабу Борше. Моиш Акош со своими силами попытались прорвать блокаду замка Соломко (в конце 1317 или начале 1318 года). Хотя ему удалось поджечь один из контр-замков и заключить в тюрьму его кастеляна Иштвана Гуткеледа, но не удалось освободить своего тестя. Якаб Борша был захвачен королевскими войсками после его капитуляции (возможно, в мае 1318 года), но избежал казни и в конечном итоге был выкуплен Моишем. Клан Борша потерял свое политическое влияние после 1317 года, и Моиш Акош остался самым ярым и наиболее успешным в военном отношении врагом короля Карла Роберта. Таким образом, летом 1318 года воеводой Трансильвании был назначен один из самых стойких сторонников короля, Дожа Дебрецени, который успешно вел войну против олигархов в предыдущие годы.
В июле 1318 года Дожа Дебрецен начал свою северную трансильванскую кампанию против Моиша Акоша. В Залэу (сейчас — Румыния) он призвал трансильванских дворян присоединиться к его армии и приказал отложить все текущие судебные процессы в провинции. Моиш и его ополчение пытались помешать Дебрецену продвинуться во внутренние районы Топа, на полпути между горами Месеш и Коложваром (сегодня Клуж-Напока, Румыния), но потерпели тяжелое поражение. Его союзники, потерявшие к тому времени свою власть, Якаб Борша и Петер, сын Петени, также были вовлечены в армию Моиша, в дополнение к вспомогательным войскам саксов. После его поражения Карл Роберт номинально конфисковал земли Моиша в графствах Колож и Добока, объявив его «нелояльным». Король рассматривал битву в Топе как «еще большую победу», чем поражение клана Борша в своей августовской хартии 1318 года. Наконец, в начале 1320 года Моиш и его брат Эллеш были убиты в битве при Бончиде (ныне Бонцида, Румыния) королевской армией во главе с Иштваном Лосончи, бывшим графом секеев. Карл I написал в своем письме в марте 1320 года, что «неверные» и «печально известные» братья Акош были «несчастно убиты». Хотя в исторических документах Иштван Лосончи четко упоминается как командующий королевской армии, Карл Роберт лично поблагодарил Дожу Дебрецени за победу, когда он и его свита посетили Дебрецен в мае 1320 года. Карл все еще даже восхвалял падение и смерть Моиша в 1329 году. Однако мир еще не пришел в Трансильванию, так как сыновья Ладислава Кана были серьезной угрозой королевской власти из-за их непрерывных грабительских набегов до конца 1320-х годов.
В то время как историк Пал Энгель выделил три кампании против Моиша Акоша, имевшие место в 1317, 1318 и 1320 годах, Дьюла Кристо рассматривал вышеупомянутые сражения как части одной королевской кампании в 1318 году во главе с Дожем Дебрецени. Он утверждал, что Янош Фонои и Иштван Лозончи служили лейтенантами Дожи Дебрецена во время этой войны, а также командовали его войсками. Аттила Жолдос отверг теорию Кристо, поскольку Эллош был упомянут как живой человек в марте 1319 года, когда Томаш Лошончи (брат Иштвана) запретил ему передать свое поместье Bonyha (сегодня Бахня, Румыния) своему родственнику Миклошу Акошу, кастеляну Кечкеса. Вместо этого Жолдос утверждал, что у Моиша бне было замков, которые должны быть защищены, и он может более гибко и быстро перемещать свою армию по провинции, даже после его тяжелого поражения при Топе, а битва при Бончиде оказалась решающей, потому что Моиш Акош был убит на поле боя. Историк Аттила Барани представлял другую крайнюю точку зрения, так как считал, что Добжа Дебрецени находился в Трансильвании, пытаясь одержать решительную победу над Моишом на протяжении всего 1319 года, он держался подальше от своего имения Дебрецена с декабря 1318 по март 1320 года, когда началась окончательная кампания против Моиша Акоша. Однако Аттила Жолдос подчеркнул, что трансильванский капитул функционировал непрерывно в течение всего года, в дополнение к судам, что доказывает, что в 1319 году в провинции был мир. Он спорил, что Моиш потерял свое влияние и инициативу после битвы при Топе, а после нескольких месяцев погони маленькое подразделение Лосончи положило конец его мятежу в битве при Бончиде.

## В историографии
До последнего десятилетия 19 го века венгерские историки, например, Андраш Комароми, неправильно утверждали, что Моиш Акош (тезка отца) был сыном могущественного барона Моиша II, палатина Венгрии, несмотря на то, что он умер без наследников мужского пола, согласно его завещанию в 1280 году. Мор Вертнер был первым историком, который идентифицировал отца Моиша (Моиш I Акош) и дедушку (Альберт Акош, бан Северина) в 1909 году, но без определения его родства, которое было впервые заявлено Ласло Маккаи в 1944 году, но это было отвергнуто известным и престижным генеалогом Яношем Карачоньи, что задержало признание правильности находки Маккаи.
По словам Дьюлы Кристо, Моиш Акош стал серьезным претендентом на то, чтобы стать так называемым «провинциальным лордом», который «умело использовал тот политический вакуум, который возник в Трансильвании и прилегающих районах после смерти Ладислава Кана». В то время как Карл Роберт пытался уничтожить владения клана Кан между Тисой и Трансильванией, Моиш Акош основал свое «маленькое королевство» в Северной Трансильвании. Пал Энгель утверждал, что замок Герген (сегодня Гурджиу в Румынии), возможно, функционировал как провинциальный центр территории Моиша , поскольку Аттила Барани также разделял это мнение. В королевских документах после падения клана Борша Моиш Акош фигурировал как самый опасный враг Карла в Трансильвании, который упоминался в первую очередь в такой формуле, как «Моиш и его сообщники», затмевая своего тестя и родственников, в дополнение к клану Кан и другим членам клана Акош. Барани назвал Моиша «сильным человеком» повстанцев, несмотря на то, что Якаб Борша был освобожден из плена.
В противоположность другим мнениям, историк Аттила Жолдос, проанализировавший характер Моиша в своем исследовании 2017 года, подчеркнул, что он исключительно столкнулся с королевскими армиями в открытых сражениях в тот период, когда осады замков были гораздо более распространены, потому что, отвергая гипотезу Энгеля в связи с Гергеном, которая впервые появилась в исторических актах только с 1358 года, Моиш не владел никакими замками, что было «главным условием для того, чтобы стать олигархом». Таким образом, Моиш Акош не мог строго контролировать область (домен), но это давало ему необычную гибкость в его столкновениях. Жолдос также утверждал, что Моиш всегда сталкивался с Карлом вместе со своим тестем Якабом Боршой. Он не поддержал стремление клана Кан, захватил Валко и передал его своему родственнику Беке Борше, попытался освободить Якаба Боршу, поэтому его нельзя считать олигархом. Его присутствие в Трансильвании означало, что клану Борша удалось сохранить часть своего влияния в регионе даже после того, как Роланд Борша был вынужден уйти с должности воеводы Трансильвании в пользу Ладислава Кана десятилетиями ранее.